# Канту Азнаго (Комо)
Канту Азнаго је насеље у Италији у округу Комо, региону Ломбардија.
Према процени из 2011. у насељу је живело 882 становника. Насеље се налази на надморској висини од 253 м.